# 格特鲁德·朔尔茨-克林克

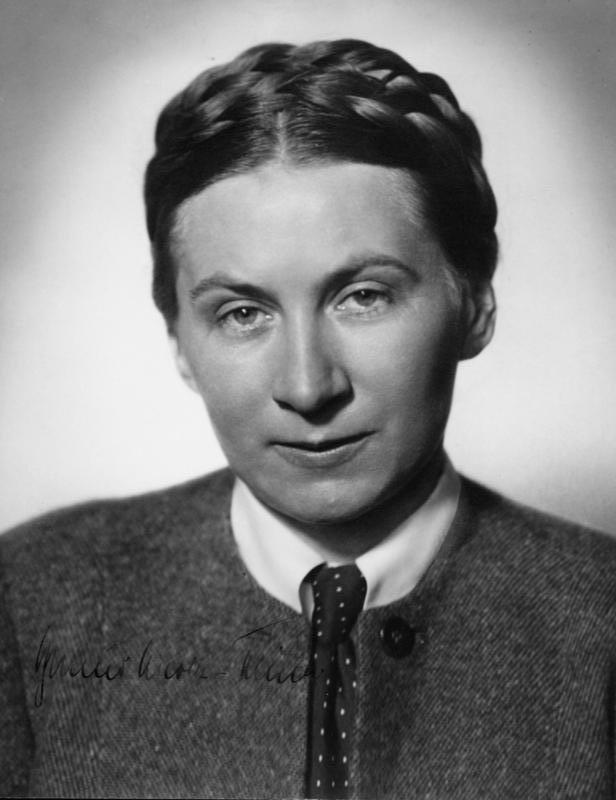
格特鲁德·朔尔茨-克林克

格特鲁德·艾玛·朔尔茨-克林克（Gertrud Emma Scholtz-Klink，1902年2月9日—1999年3月24日）原姓特罗伊施（Treusch），后改名为玛丽亚·施图肯布罗克（Maria Stuckenbrock），是一位纳粹党党员，曾担任国家社会主义妇女联盟领袖。
二战欧洲战场结束之际，格特鲁德·朔尔茨-克林克逃离了柏林。纳粹德国灭亡后，朔尔茨-克林克曾于1945年夏被短暂拘禁在马格德堡附近的一座苏军战俘营，但很快就逃跑了。她和第三任丈夫在符腾堡王国末代国王的女儿的帮助下在蒂宾根附近秘密定居。在此后三年里，这对夫妇一直在使用假名。1948年2月28日，夫妇二人在被识破后被捕。一法军军事法庭以伪造文件罪判处格特鲁德·朔尔茨-克林克18个月监禁。
1950年5月，她的案件得到重审，刑期又加了30个月。法庭还对她进行了罚款，并禁止她在接下来的十年里涉足政治、工会、新闻以及教育活动和行业。于1953年获释后，她返回蒂宾根附近生活。
从格特鲁德·朔尔茨-克林克的著作《第三帝国的女人》（Die Frau im Dritten Reich，1978年）中可以读出，她依然支持纳粹意识形态。1980年代初，她在接受史学家克劳迪娅·孔兹采访时又一次表达了对纳粹主义的支持。